# Eurovoc
Eurovoc is een meertalige, multidisciplinaire thesaurus van de EU die alle gebieden omvat waarop de Europese Unie actief is. De nadruk van de thesaurus ligt met name op de parlementaire activiteiten van de EU.

## Onderwerpen van Eurovoc
De onderwerpen van de thesaurus zijn als volgt onderverdeeld:
- politiek
- internationale betrekkingen
- recht
- economie
- economie, verkeer en handelsverkeer
- financiën
- sociale vraagstukken
- opvoeding, onderwijs en communicatie
- wetenschappen
- onderneming en concurrentie
- werkgelegenheid en arbeid
- transport
- milieu
- landbouw, bosbouw, en visserij
- landbouwvoedingsmiddelen
- productie, technologie en onderzoek
- energie
- industrie
- geografie
- internationale organisaties

## Taalbeschikbaarheid
Eurovoc is beschikbaar in 22 officiële talen van de Europese Unie (Bulgaars, Spaans, Tsjechisch, Deens, Duits, Ests, Grieks, Engels, Frans, Italiaans, Lets, Litouws, Hongaars, Maltees, Nederlands, Pools, Portugees, Roemeens, Slowaaks, Sloveens, Fins en Zweeds) en daarnaast ook in de taal van kandidaat-landen (zoals het Kroatisch en Servisch).

## Beheer van de thesaurus
Eurovoc wordt beheerd door het Publicatiebureau (Bureau voor publicaties van de Europese Unie), een uitgeverij voor publicaties van alle instellingen van de EU. Voor het beheer van de thesaurus maakt het Publicatiebureau gebruik van ontologische klassen en semantische webtechnologie, conform de W3C-aanbevelingen en de nieuwste trends op het gebied van normen voor thesauri.

## Gebruikers
De Eurovoc-thesaurus wordt onder meer gebruikt door het Europees Parlement, het Publicatiebureau, de nationale en regionale parlementen in Europa, nationale overheidsdiensten en particuliere gebruikers in en buiten de EU. De thesaurus wordt regelmatig aangevuld met nieuwe terminologie. Op de website van Eurovoc kunnen particuliere gebruikers hieraan ook een persoonlijke bijdrage leveren. De door particuliere gebruikers aangedragen terminologie wordt eerst door de beheerders van Eurovoc geverifieerd voordat deze algemeen beschikbaar wordt gesteld.